# Nick Nolte

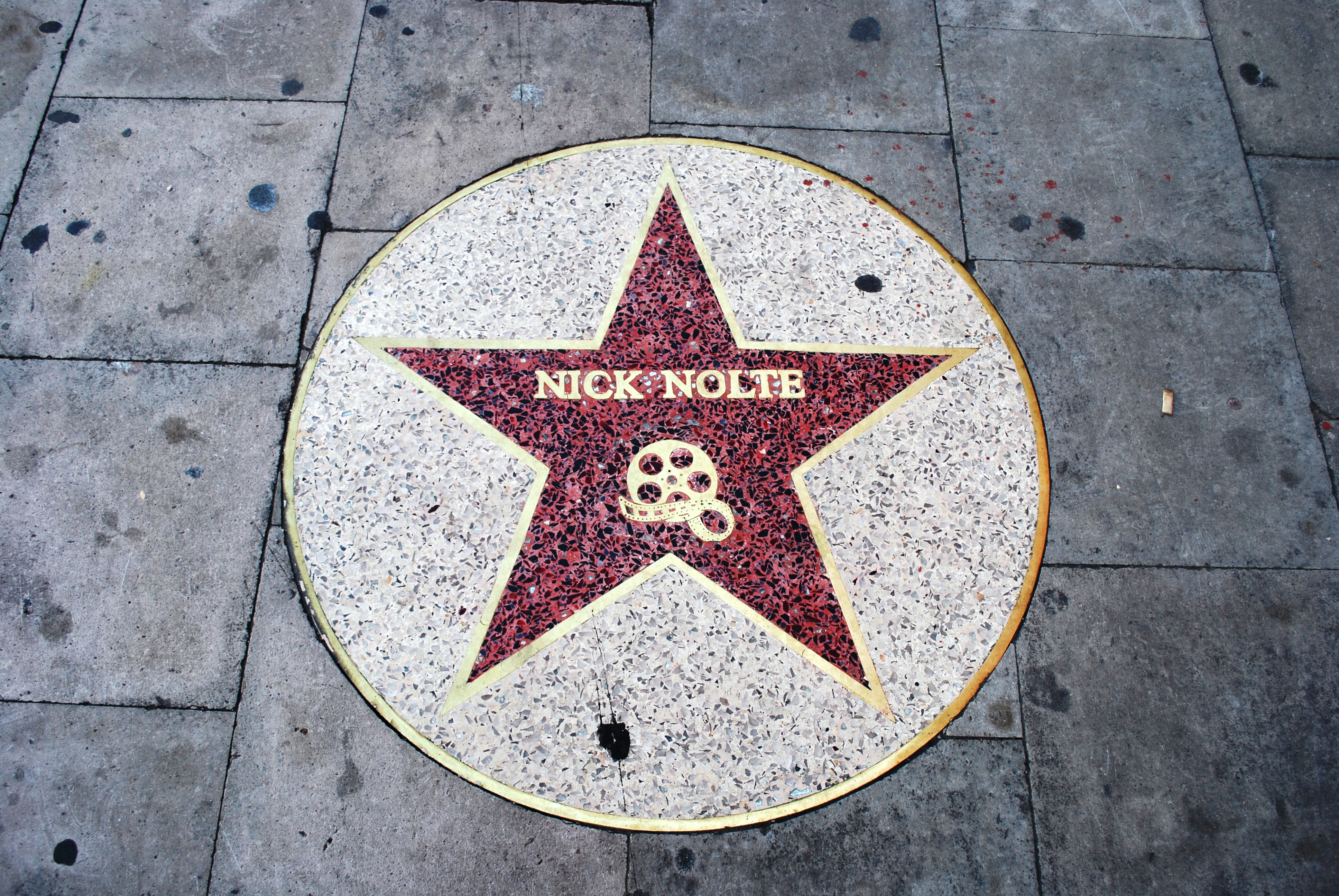
Nick Noltes stjärna på Hollywood Walk of Fame.

Nicholas King "Nick" Nolte, född 8 februari 1941 i Omaha i Nebraska, är en amerikansk skådespelare och före detta fotomodell. I Sverige blev Nolte först känd för en bredare publik genom sin roll som Tom Jordache i TV-serien De fattiga och de rika. 
Nolte har blivit uppmärksammad för sina drog- och alkoholproblem. 2002 dömdes han för att ha kört bil drogpåverkad. Efter det har han enligt uppgift lagt missbruket bakom sig.
Nick Nolte var 1977 aktuell för rollen som Han Solo i Star Wars-filmerna men tackade nej.

## Privatliv
Nolte är son till Helen King och Franklin Arthur Nolte. Båda jobbade inom försäljning av bevattningspumpar. 
Nolte har ett barn med Clytie Lane och ett med Rebecca Linger.

## Filmografi (urval)
- 1975 – Jakten på gänget
- 1976 – De fattiga och de rika (TV-serie)
- 1977 – Djupet
- 1979 – Det grymma spelet
- 1982 – 48 timmar
- 1983 – I skottlinjen
- 1984 – Teachers
- 1984 – Grace Quigley
- 1986 – På luffen i Beverly Hills
- 1987 – Fängelserevolten
- 1987 – I rättvisans namn
- 1989 – Tre på rymmen
- 1989 – New York Stories
- 1989 – Huvudjägarnas konung
- 1990 – Dödligt protokoll
- 1990 – Dömd för mord
- 1990 – 48 timmar igen
- 1991 – Tidvattnets furste
- 1991 – Cape Fear
- 1992 – Lorenzos olja
- 1994 – Inget att förlora
- 1994 – I Love Trouble
- 1994 – Blue Chips - Vinna eller försvinna
- 1995 – Jefferson in Paris
- 1996 – Mulholland Falls
- 1996 – Mother Night
- 1997 – Afterglow
- 1997 – Nattvakten
- 1997 – Ont blod
- 1997 – U-Turn
- 1998 – Den tunna röda linjen
- 2000 – Den gyllene skålen
- 2003 – Hulk
- 2004 – Hotel Rwanda
- 2004 – Clean
- 2006 – A Few Days in September
- 2006 – Off the Black
- 2006 – Paris, je t'aime (segment: "Parc Monceau")
- 2006 – På andra sidan häcken (röst)
- 2008 – Tropic Thunder
- 2008 – Peaceful Warrior
- 2008 – Spiderwick
- 2010 – Som hund och katt - Kitty Galores hämnd (röst)
- 2011 – Zookeeper (röst)
- 2011 – Arthur
- 2011 – Warrior
- 2012 – The Company You Keep
- 2013 – Gangster Squad
- 2013 – Parker
- 2013 – Hateship, Loveship
- 2014 – Noah
- 2015 – A Walk in the Woods
- 2015 – Run All Night
- 2015 – The Ridiculous 6
- 2018 – Head full of honey
- 2019 – Angel Has Fallen
- 2025 – Die, My Love